# Eigen vermogen (wettelijk stelsel)
Het eigen vermogen (Frans: patrimoine propre) is een rechtsbegrip uit het wettelijk stelsel, een van de huwelijksvermogensstelsels in het Belgische relatievermogensrecht. De eigen vermogens van de echtgenoten omvatten al hun eigen goederen en schulden en staan bijgevolg tegenover het gemeenschappelijk vermogen.

## Omschrijving
De eigen vermogens van de echtgenoten bestaan uit eigen goederen enerzijds en uit eigen schulden anderzijds.

### Eigen goederen
De wet maakt een onderscheid tussen drie categorieën van eigen goederen. Het gaat ten eerste om de voorhuwelijkse goederen, nalatenschappen en giften, ten tweede om de eigen goederen met vergoedingsplicht en ten derde om de eigen goederen ten persoonlijke titel.

#### Voorhuwelijkse goederen, nalatenschappen en giften
Tot het eigen vermogen van ieder van de echtgenoten behoren ten eerste de goederen en schuldvorderingen die aan elk van hen toebehoren op de dag waarop zij in het huwelijk treden, alsook die zij tijdens het stelsel verkrijgen uit een nalatenschap of een gift (schenking of testament) (art. 2.3.17 BW).

#### Eigen goederen met vergoedingsplicht
Ten tweede zijn er goederen die eigen zijn, maar waarvoor eventueel een vergoeding verschuldigd is aan het gemeenschappelijk vermogen (art. 2.3.18 BW). Het gaat om:
- het toebehoren van de eigen goederen of rechten;
- de goederen die aan de echtgenoot zijn overgedragen door zijn ouders, grootouders, overgrootouders enz., ofwel om te voldoen wat hij hem verschuldigd is, ofwel om aan een derde te betalen;
- de aandelen die de echtgenoot verkrijgt in goederen waarvan hij reeds mede-eigenaar is;
- de goederen die de echtgenoot verkrijgt door zaakvervanging, door belegging of door wederbelegging;
- de vorderbare netto-afkoopwaarde van individuele levensverzekeringsovereenkomsten, voor zover die tijdens het stelsel zijn gesloten en de prestatie niet verschuldigd is bij de ontbinding van het stelsel;
- en de prestaties uit individuele levensverzekeringen die door één echtgenoot tijdens het stelsel is gesloten, en die bij de ontbinding van het stelsel ten voordele van die echtgenoot verschuldigd is.

#### Eigen goederen ten persoonlijke titel
Ten derde zijn er goederen die eigen zijn ten persoonlijke titel en zonder vergoedingsplicht (art. 2.3.19 BW). Het gaat om:
- de kledij en de voorwerpen voor persoonlijk gebruik;
- literaire, artistieke of industriële eigendomsrechten;
- het recht op een pensioen, lijfrente of een soortgelijke uitkering die alleen aan één echtgenoot toekomt;
- de schadevergoedingen die het gevolg zijn van persoonlijke lichamelijke of morele schade;
- de lidmaatschapsrechten van vennootschapsaandelen, voor zover de aandelen met gemeenschappelijke gelden zijn verkregen en ze niet vrij overdraagbaar zijn door een wettelijke of contractuele bepaling, en voor zover slechts één echtgenoot in die vennootschap zijn of haar professionele activiteit als zaakvoerder of beheerder uitoefent;
- de beroepsgoederen, tenzij de echtgenoten samen hun beroep uitoefenen of hun bedrijf uitbaten;
- het recht op cliënteel, tenzij het cliënteel is opgebouwd of verworven binnen een beroep dat de echtgenoten samen uitoefenen of een bedrijf dat ze samen uitbaten;
- de schadevergoedingen die betrekking hebben op de niet-economisch waardeerbare gevolgen van de aantasting van de fysieke en psychische integriteit in het dagelijks leven van een echtgenoot;
- en de prestaties uit individuele levensverzekeringsovereenkomsten die door één echtgenoot tijdens het stelsel gesloten is, en die bij de ontbinding van het stelsel ten voordele van de andere echtgenoot verschuldigd is.

### Eigen schulden
De schulden van de echtgenoten die dateren van vóór het stelsel en de schulden ten laste van de nalatenschappen en giften die zij ontvangen tijdens het stelsel, blijven eigen schulden (art. 2.3.23 BW). Zijn eveneens eigen schulden (art. 2.3.24 BW):
- de schulden door een van de echtgenoten aangegaan in het uitsluitend belang van zijn eigen vermogen;
- de schulden ontstaan uit een persoonlijke of zakelijke zekerheid die een van de echtgenoten heeft gesteld en die niet in het belang is van het gemeenschappelijk vermogen;
- de schulden die voortkomen uit een beroep dat een van de echtgenoten niet mocht uitoefenen (art. 216 oud BW) of uit handelingen die een van de echtgenoten niet mocht verrichten zonder de medewerking van de andere echtgenoot of rechterlijke machtiging;
- en de schulden ontstaan uit een strafrechtelijke veroordeling of een onrechtmatige daad begaan door een van de echtgenoten.

### Bestuur
Iedere echtgenoot bestuurt zijn eigen vermogen alleen (art. 2.3.39 BW). Er bestaat een uitzondering op deze regel voor de gevallen waarin de gezinswoning een eigen goed is van een van de echtgenoten. De ene echtgenoot kan immers zonder de instemming van de andere niet beschikken over de gezinswoning (verkopen, schenken enz.) of er een hypotheek op toestaan (art. 215 oud BW).

## Geschiedenis
De afbakening van de eigen vermogens van de echtgenoten werd oorspronkelijk geregeld in de artikelen 1399 tot 1401 en 1406 tot 1407 van het Oud Burgerlijk Wetboek. In 2022 werden deze regels overgeheveld naar boek 2, titel 3 'Relatievermogensrecht' van het Burgerlijk Wetboek.